# Thürmsdorf
Thürmsdorf ist ein Ortsteil von Struppen im Landkreis Sächsische Schweiz-Osterzgebirge in Sachsen. Thürmsdorf hat innerhalb der Gemeinde den Status einer Ortschaft.

## Geographie

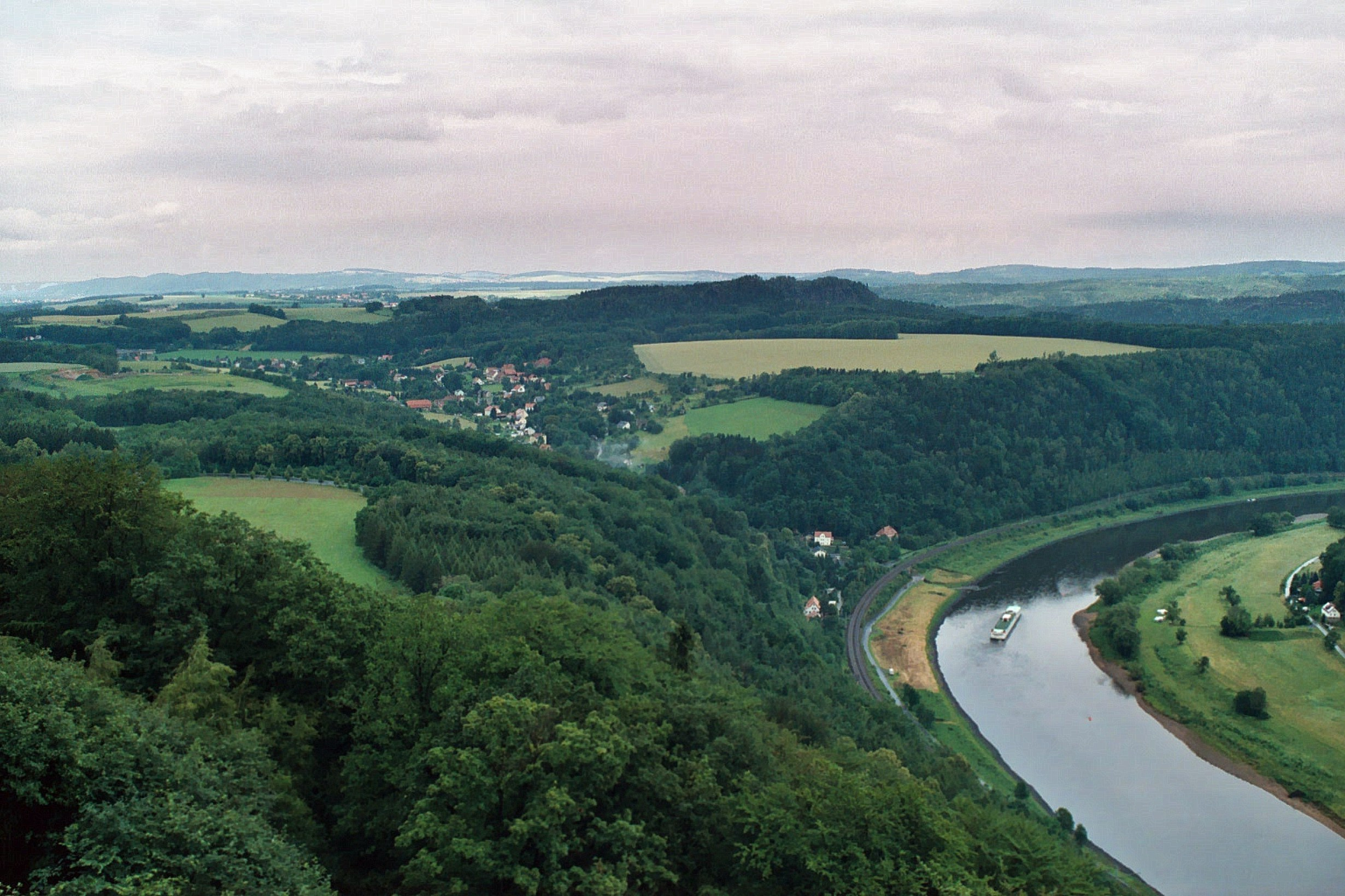
Blick von der Festung Königstein auf Thürmsdorf, gelegen links oberhalb der Elbe, dahinter die Bärensteine

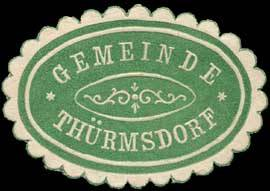
Siegelmarke der Gemeinde Thürmsdorf

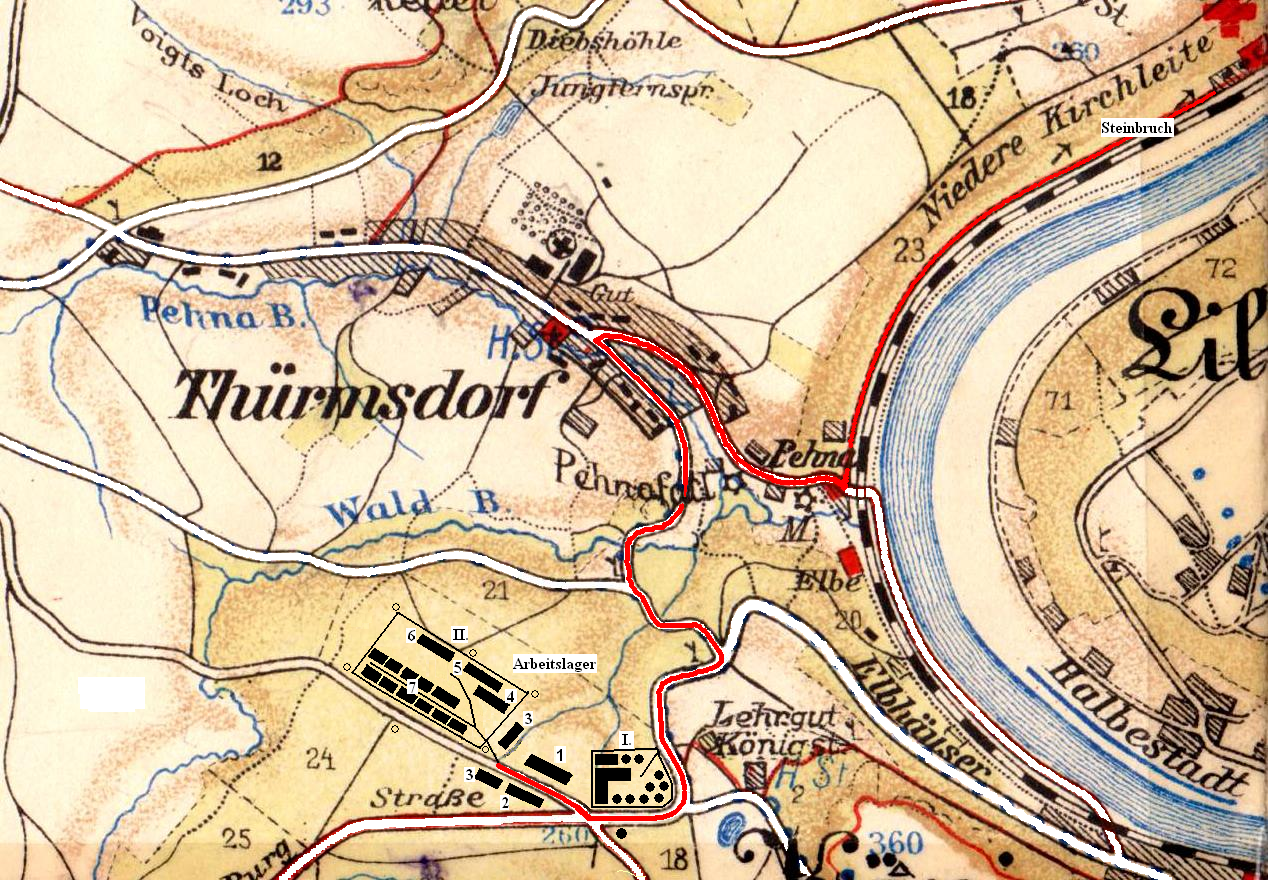
Kartenskizze des KZ-Außenlagers Königstein nahe Thürmsdorf und täglicher Weg der Häftlinge zur Zwangsarbeit im Steinbruch Niedere Kirchleite am Objekt Schwalbe II in Strand (rot gekennzeichnet)

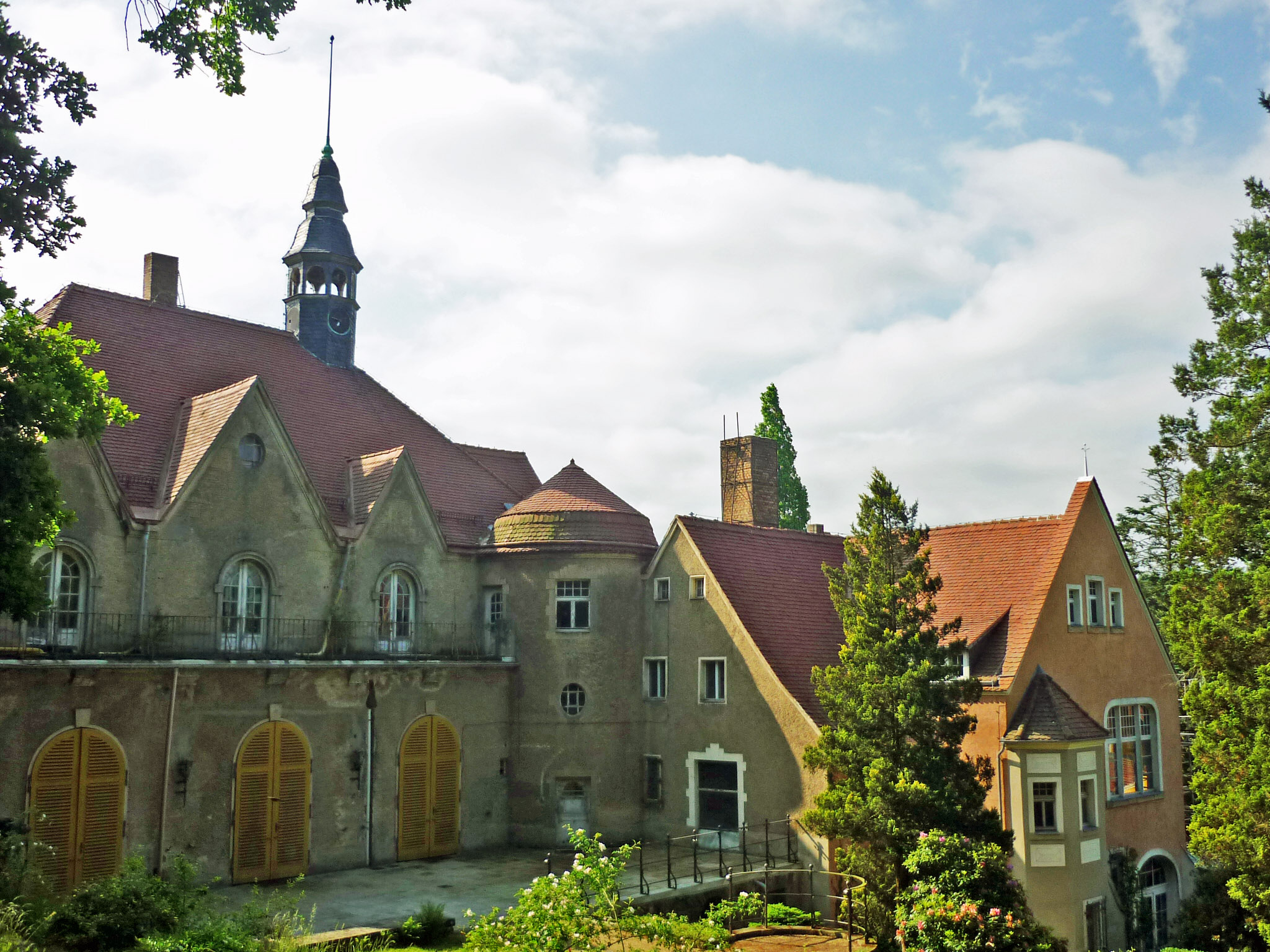
Schloss Thürmsdorf

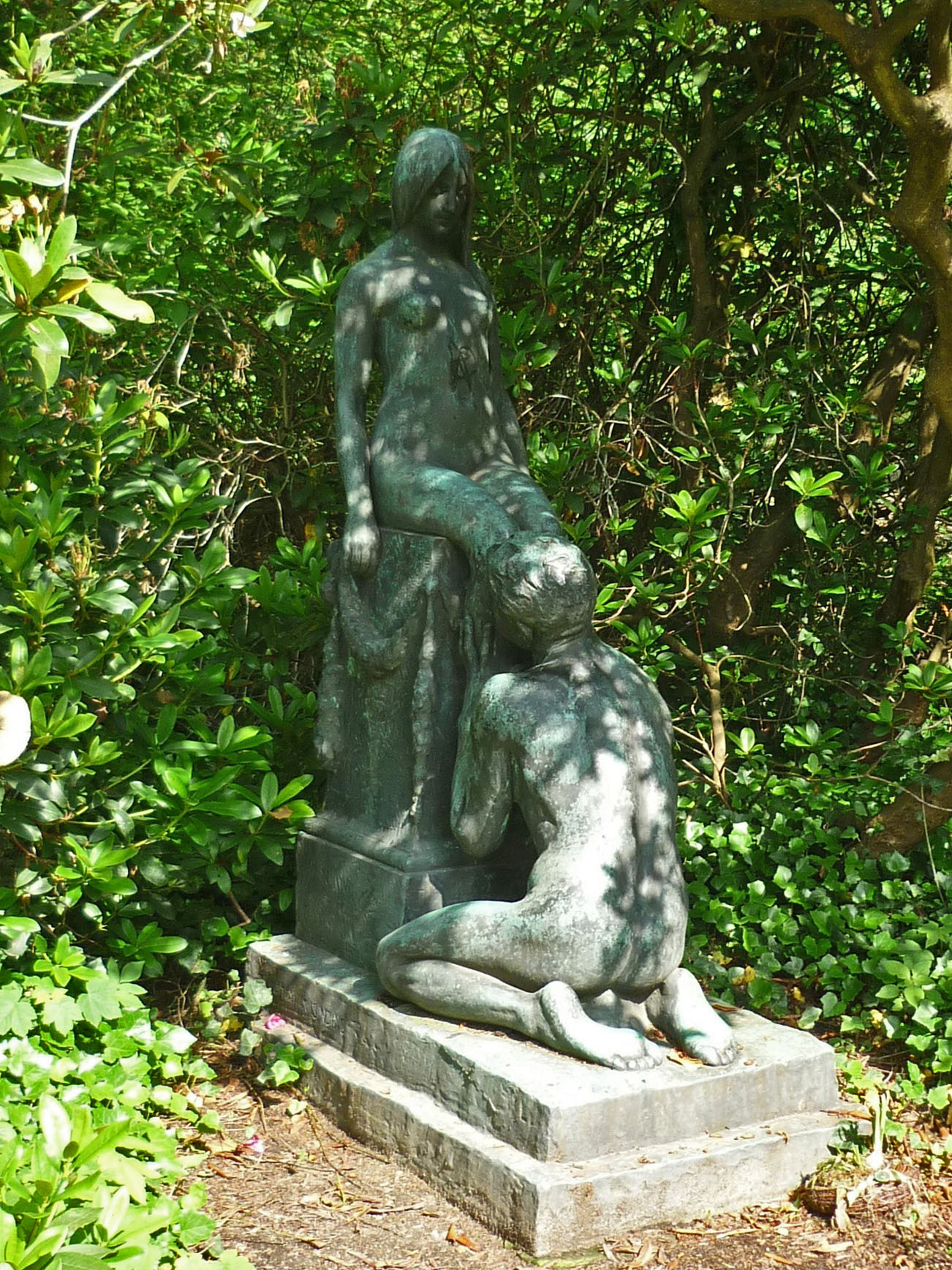
Bronzeplastik „Anbetung“ von Stephan Sinding im Schlosspark Thürmsdorf

Thürmsdorf liegt südöstlich der sächsischen Landeshauptstadt Dresden im Elbsandsteingebirge. Das Reihendorf breitet sich in der Talwanne des  Behnabaches aus, der den Ort in ost-westlicher Richtung durchfließt. Es befindet sich im Osten der Struppener Ebenheit, links oberhalb des Tals der Elbe.  Der Pehnafall, wo der Bach unterhalb des Dorfrands in einen Sandstein-Felskessel stürzt, ist mit etwa 20 Metern Gesamtfallhöhe, davon etwa 12 Meter an einem Stück, der höchste Wasserfall in der Sächsischen Schweiz. Im Norden der Flur steigt das Gelände zum bis zu 338 Meter hohen Plateau des Kleinen Bärensteins an, eines für diesen Teil des Gebirges typischen Tafelbergs. Auf dessen Südseite liegt der Thürmsdorfer Stein, ein bedeutender Gipfel des Klettergebiets Sächsische Schweiz mit 63 Aufstiegsrouten an seiner bis zu 30 Meter hohen Felswand. Der niedrigste Punkt der Thürmsdorfer Flur liegt in ihrem äußersten Südosten am Pehnabach, etwa 200 Meter westlich von dessen Mündung in die Elbe. Die Fluren um Thürmsdorf werden größtenteils landwirtschaftlich genutzt, insbesondere die Hanglagen am Rand der Flur sind bewaldet.
Bestimmendes Bauwerk im Ort ist Schloss Thürmsdorf mit seinem Schlosspark. Rund anderthalb Kilometer südöstlich von Thürmsdorf, von vielen Positionen im Ort aus sichtbar, erhebt sich der markante Königstein mit seiner bekannten Festung. Vom Elbhang bei Thürmsdorf aus, der in diesem Bereich Niedere Kirchleite heißt und an dem sich alte Sandsteinbrüche befinden, bietet sich eine schöne Aussicht zum zwei Kilometer östlich gelegenen Lilienstein. Entlang der Oberkante der Niederen Kirchleite verläuft die Grenze der Gemarkung Thürmsdorf und damit auch der Gemeinde Struppen zur Stadt und Gemarkung Königstein. Im Elbtal unterhalb der Festung und an der Mündung des Pehnabachs liegen die Königsteiner Elbhäuser, der östliche Nachbarort von Thürmsdorf. Im Süden grenzt es auf der Südseite des Waldbachtals ebenfalls an Königsteiner Fluren an. Westlich benachbart ist die Gemarkung Struppen mit den Ortsteilen Struppen-Siedlung (südwestlich) und Struppen bzw. Kleinstruppen. Weitere angrenzende Ortsteile Struppens sind Naundorf im Nordwesten und Weißig im Nordosten.
Bedeutendste Straße ist die Staatsstraße 164, die von Pirna-Sonnenstein kommend über Ebenheit und Struppen weiter in Richtung Königstein führt und dabei auch durch den Süden der Thürmsdorfer Flur verläuft. Die Bärensteinstraße im Norden der Flur stellt als Kreisstraße 8734 den einzigen öffentlichen Straßenanschluss Oberrathens her. Sie verbindet diesen linkselbischen Ortsteil von Kurort Rathen über Weißig und Thürmsdorf mit Struppen. Zwischen diesen beiden Straßen erschließt die Thürmsdorfer Straße die Ortslage Thürmsdorf. Dort zweigen von ihr die Straßen Bärensteinweg, Spitzbergweg, Gartenweg, Am Schloßberg, Am Sonnenhang und Pehnaberg ab. Über die Thürmsdorfer Straße ist der Ort an das Busnetz des Regionalverkehrs Sächsische Schweiz-Osterzgebirge (RVSOE) angeschlossen. Mit dem Malerweg verläuft eine bedeutende Wanderroute durch Thürmsdorf.

## Geschichte
Erstmals erwähnt wurde der Ort in einem Lehnsbrief von 1420, demzufolge Friedrich von Rottwerndorf neben Kleinstruppen auch das Vorwerk „Termestorff“ erhielt. Ebenfalls im 15. Jahrhundert finden sich die Schreibweisen „Tyrmstorff“, „Tirmanstorf“, „Termansdorff“ und „Tirmersdorf“. Im 16. bzw. frühen 17. Jahrhundert sind dann „Dilmsdorf“, „Tirmißdorff“ und „Thirmbßdorff“ belegt. Der Ortsname ist deutschen Ursprungs. Er bedeutet wahrscheinlich „Dorf eines Tiermann“ und bezieht sich damit auf den Vornamen des Lokators. Allerdings ist auch möglich, dass es sich nicht um einen Personennamen handelt, sondern sich auf einen Mann bezieht, „der (viele) Tiere hält oder mit Tieren handelt“.
Thürmsdorf dürfte im 13. oder 14. Jahrhundert als Waldhufendorf entstanden sein. Eingepfarrt war und ist der Ort in die Marienkirche im benachbarten Königstein. Grundherrschaftlich unterstand Thürmsdorf 1554 dem Rittergut Kleinstruppen. Zu Beginn des 17. Jahrhunderts bestand dann in Thürmsdorf selbst ein Rittergut, dessen Besitzer die Grundherrschaft und Erbgerichtsbarkeit ausübten und als dessen Sitz sich das Thürmsdorfer Schloss herausbildete. Die Verwaltung oblag im 15. Jahrhundert zunächst der Pflege Königstein, anschließend dem Amt Pirna. 
Am 12. und 13. Oktober 1756 war Thürmsdorf der Schauplatz eines Ausbruchsversuchs der Sächsischen Armee aus einem Kessel der Preußischen Armee während der Belagerung bei Pirna, die den Beginn des Siebenjährigen Krieges markierte. Die Sachsen, die zuvor wochenlang im Lager um Struppen waren, wollten sich mit österreichischen Truppen vereinigen, die weiter östlich auf der anderen Elbseite bei Mittelndorf standen. Bei starkem Regen zogen rund 20.000 Soldaten durch Thürmsdorf in Richtung Elbe, wo sie eine Pontonbrücke überqueren wollten. Allerdings gewannen die Preußen am Lilienstein die Oberhand und gliederten sie nach deren Kapitulation in die eigenen Reihen ein.
Auf Grundlage der Landgemeindeordnung von 1838 erlangte Thürmsdorf seine Selbstständigkeit als Landgemeinde. Viele Einwohner verdienten damals ihr Einkommen in der Landwirtschaft, als Elbschiffer oder als Steinbrecher. Seit 1875 war der Ort Teil der Amtshauptmannschaft Pirna, die 1939 in Landkreis Pirna umbenannt wurde.
Im Wald unmittelbar südlich der Thürmsdorfer Flurgrenze existierte vom 15. November 1944 bis zum 2. April 1945 das KZ-Außenlager Königstein. Dieses Außenlager des Konzentrationslagers Flossenbürg war ein Arbeitslager, das im Rahmen der NS-Rüstungsproduktion errichtet worden war. Die Häftlinge mussten zum Aufbau einer unterirdischen Fabrikanlage, die unter dem Tarnnamen Schwalbe II Flugbenzin herstellen sollte, Stollen in den Steinbruch im nahen Struppener Ortsteil Strand eintreiben. Die Bauleitung der Organisation Todt hatte ihren Sitz im Thürmsdorfer Schloss.
Ab 1952 gehörte Thürmsdorf dem Kreis Pirna an. Am 1. Januar 1973 wurde Weißig nach Thürmsdorf eingemeindet. Am 1. Januar 1994 schloss sich die Gemeinde mit Struppen und Naundorf zur Gemeinde Struppen zusammen.
Thürmsdorf war ein staatlich anerkannter Erholungsort, trägt diesen Titel aber seit 2018 nicht mehr.

## Einwohnerentwicklung
| Jahr    | Einwohner                                |
| ------- | ---------------------------------------- |
| 1548/54 | 14 besessene Mann, 6 Inwohner            |
| 1764    | 5 besessene Mann, 10 Gärtner, 22 Häusler |
| 1834    | 375                                      |
| 1871    | 495                                      |
| 1890    | 599                                      |
| 1910    | 613                                      |
| 1925    | 548                                      |
| 1939    | 507                                      |
| 1946    | 602                                      |
| 1950    | 643                                      |
| 1964    | 521                                      |
| 1990    | 588                                      |
| 2004    | 420                                      |

## Schloss Thürmsdorf mit dem Schlosspark

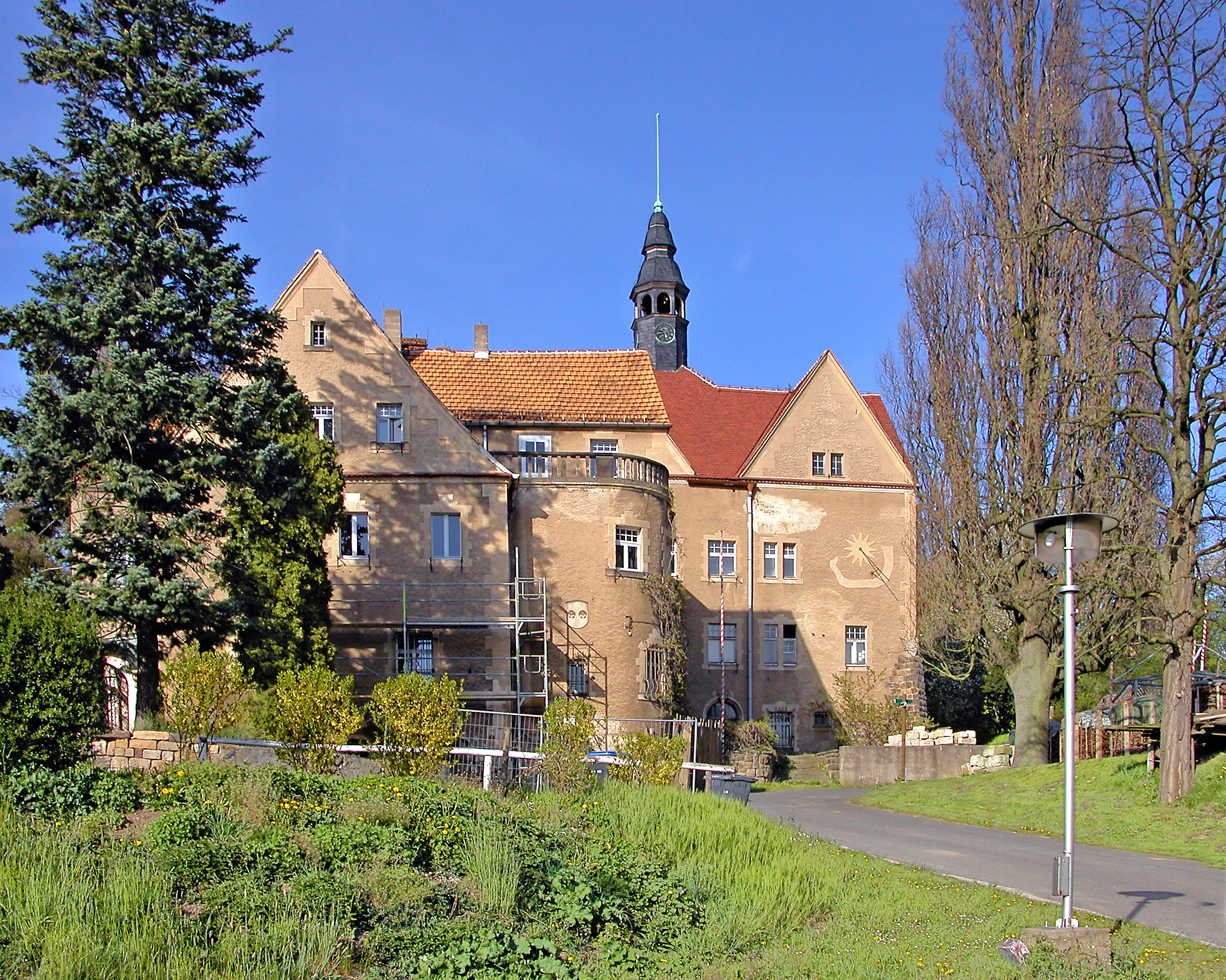
Schloss Thürmsdorf

Das Schloss auf der Anhöhe an der Nordseite des Ortes ist das Herrenhaus des einstigen Ritterguts Thürmsdorf, das im Laufe der Jahrhunderte zahlreiche Besitzer hatte. Ab dem frühen 16. Jahrhundert gehörte es dem aus dem osterzgebirgischen Bärenstein stammenden Adelsgeschlechts von Bernstein. Im Jahr 1548 besaß Walter von Bernstein das Gut, später ging es an das mit den Bernsteins verschwägerte Geschlecht von Kitscher über, unter dessen Ägide das Herrenhaus 1583 abbrannte. Im 17. Jahrhundert, als auch der Vorläufer des heutigen Schlosses erbaut wurde, gehörte das Rittergut u. a. den Familien von Carlowitz und von Buchner; ein Angehöriger von letzterer verkaufte es 1728. Heinrich Laurent Le Fèvre kaufte es 1828. 
Um 1900 gehörte das Rittergut Rudolf Ritter Bradsky von Laboun, der über die Geschichte der Rittergüter Thürmsdorf, Kleinstruppen und Neustruppen ein Buch schrieb und unter dem eine rege Bautätigkeit begann. Er ließ den vorderen Gebäudeteil des Schlosses nach Plänen der Architekten Schilling & Graebner tiefgreifend umbauen. Der hintere Gebäudeteil wurde ab 1908 unter Freiherr Erich Moritz von Biedermann angebaut, der das Gut ein Jahr zuvor gekauft hatte. Von 1908 bis 1912 schuf der königlich-sächsische Gartenbaudirektor Max Bertram als sein Spätwerk in von Biedermanns Auftrag den 3,5 Hektar großen Schlosspark mit Teich und Rosengarten. In dem Park findet sich heute ein alter Bestand wertvoller Gehölze, wenn auch einige in der Zeit unmittelbar nach dem Zweiten Weltkrieg gefällt wurden. Zudem steht dort die Bronzeplastik „Anbetung“ des norwegischen Bildhauers Stephan Sinding (1846–1922) mit Ansätzen des beginnenden Jugendstils.
In der Zeit der DDR diente das Schloss als Ferienheim für Arbeiter des Synthesewerks Schwarzheide. Danach war es ein Erholungsheim des FDGB, zudem hatte darin eine Grundschule der Gewerkschaft Forst- und Landwirtschaft ihren Sitz. Seit den 1990er Jahren wurden am Schloss in der Osterzeit Ritterspiele veranstaltet; das Gebäude selbst stand leer. Im Jahr 1997 kaufte es der sächsisch-thüringische Unternehmer und Landschaftsgestalter Sven-Erik Hitzer mit seiner Familie. Er leitete Sanierungen ein und konnte insbesondere den historischen Schlosspark umfangreich beleben, der für die Öffentlichkeit frei zugänglich ist.

## Biedermann-Mausoleum und Thiele-Aussicht

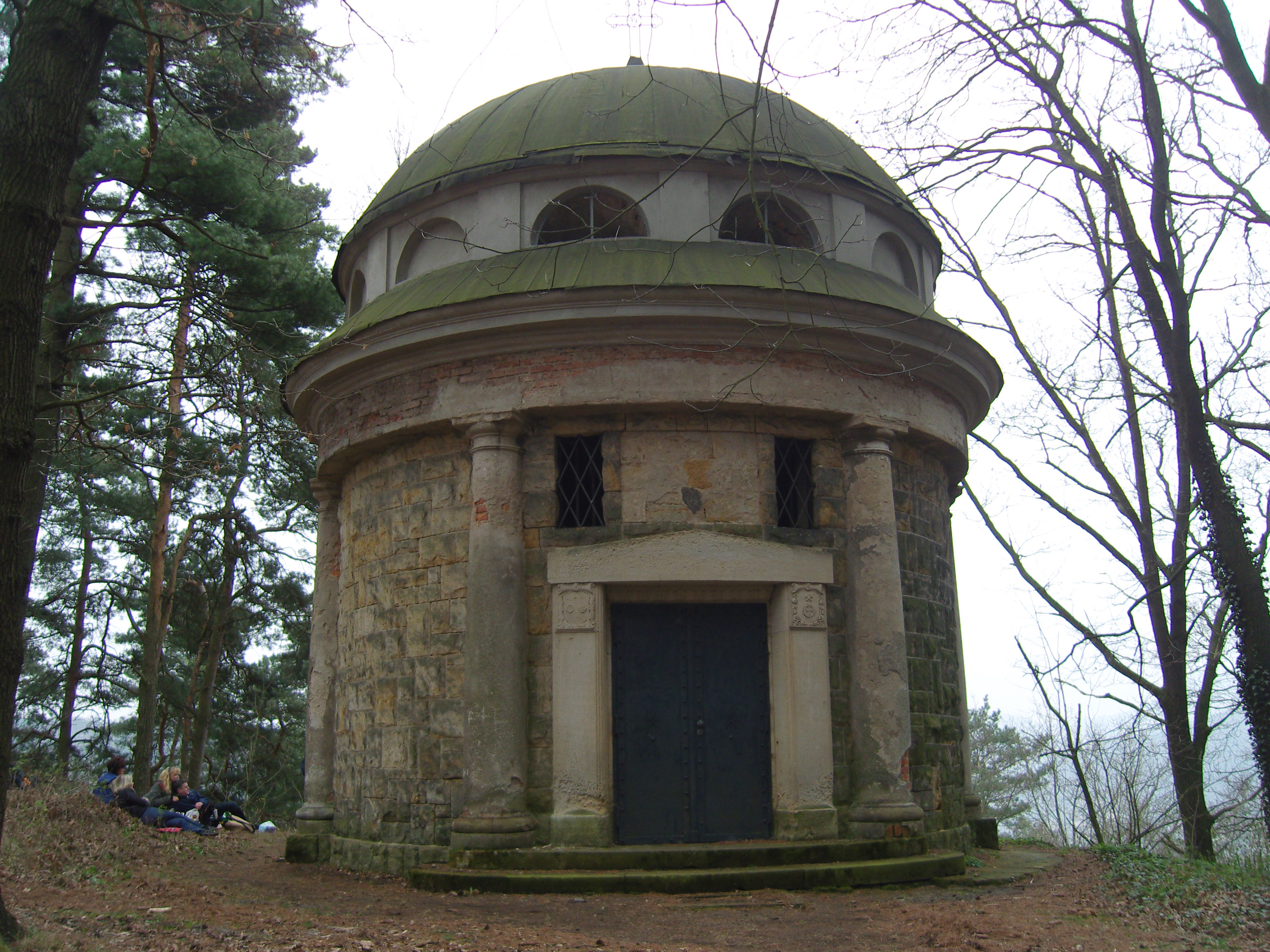
Biedermann-Mausoleum bei Thürmsdorf, seit 2016 Malerweg-Kapelle

Auf Wunsch von Helene Freifrau von Biedermann, der Gattin von Erich Moritz von Biedermann, entstand 1920/21 am östlichen Rand der Gutsflur, direkt am Elbhang, nach Plänen des Dresdner Architekten Max Hans Kühne ein Mausoleum für die Familie Biedermann. Unter der aus Sandstein und Ziegeln errichteten, halbsäulengegliederten Rotunde mit ihrem kuppelförmigen Dachaufbau befindet sich die Gruft. Darin wurden 1921 zunächst Helene sowie die Mutter des Freiherrn bestattet, 1931 schließlich der Freiherr selbst und seine in jungen Jahren verstorbene Tochter Dominika. Nach mehreren Plünderungen des Mausoleums wurden die Gebeine der vier Familienmitglieder in den 1970er Jahren auf den Königsteiner Friedhof umgebettet. Infolge von Leerstand, Vandalismus und Sturmschäden verfiel das Gebäude. In den Jahren 1994/95 wurde es baulich gesichert. Nach einer vom Bund mit 84.000 Euro und vom Freistaat mit etwa der gleichen Summe geförderten Sanierung, bei der auch die Grabplatten rekonstruiert wurden, wurde das einstige Mausoleum, das mittlerweile der Besitzerfamilie Hitzer von Schloss Thürmsdorf gehört, am 3. Juni 2016 auf deren Initiative als Kapelle mit einer ökumenischen Segnung geweiht. Unter dem neuen Namen Malerweg-Kapelle ist das Gebäude öffentlich zugänglich.
In unmittelbarer Nachbarschaft befindet sich die Thiele-Aussicht. Benannt wurde sie nach dem Maler Johann Alexander Thiele, der von dort aus ein bekanntes Gemälde der Festung Königstein schuf. Zu vermuten ist, dass auf diesem Aussichtspunkt auch Adrian Zingg den Blick zum Königstein und Lilienstein zeichnete. Durch die dichte Waldvegetation an der Hanglage war der Aussichtspunkt mehrfach zugewachsen. Die Sichtachse wurde jedoch 2006 und zuletzt 2016 von Sven-Erik Hitzer wieder freigeschnitten.

## Rahm-Mühle

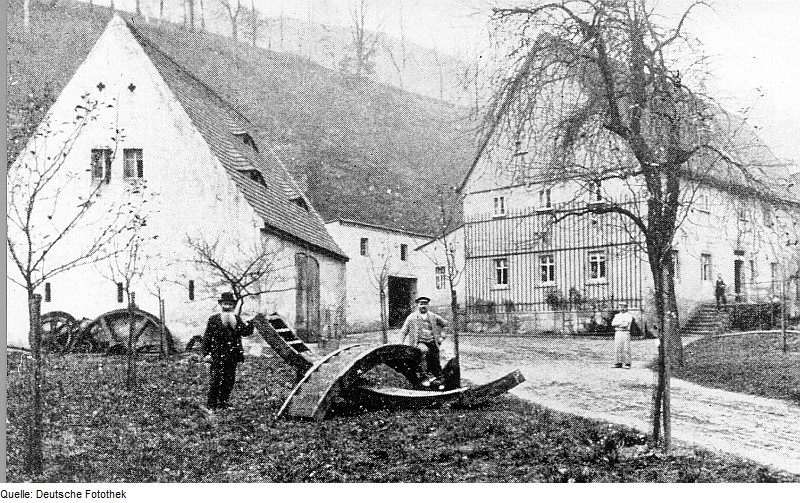
Rahm-Mühle, um 1905

Die Rahm-Mühle, einst auch als Untere Behnemühle bezeichnet zur Unterscheidung von der knapp oberhalb gelegenen Schneidemühle Obere Behnemühle, ist eine 1583 erstmals urkundlich erwähnte Wassermühle am Pehnabach, am östlichen Ende Thürmsdorfs gelegen. Ihren Namen hat sie nach der Familie Rahm, der sie seit 1894 gehört und die sie als Pension betreibt. Die Mühleneinrichtung aus den 1930er Jahren ist ein technisches Denkmal.

## Persönlichkeiten
- Richard von Friesen (1808–1884), sächsischer Politiker, geboren in Thürmsdorf